# Liste der Monuments historiques in Aouze
Die Liste der Monuments historiques in Aouze führt die Monuments historiques in der französischen Gemeinde Aouze auf.

## Liste der Immobilien
| Bezeichnung       | Beschreibung                          | Standort               | Kennzeichnung | Schutzstatus | Datum | Bild           |
| ----------------- | ------------------------------------- | ---------------------- | ------------- | ------------ | ----- | -------------- |
| Wegekreuz         | 15. Jahrhundert                       | Route d’Aroffe (Lage)  | PA00107079    | Classé       | 1909  | weitere Bilder |
| Kirche St-Vincent | ehemaliges Südportal, 11. Jahrhundert | Rue de l’Église (Lage) | PA00107080    | Inscrit      | 1926  | weitere Bilder |

## Liste der Objekte
| Bezeichnung | Beschreibung           | Standort                | Kennzeichnung | Schutzstatus | Datum | Bild |
| ----------- | ---------------------- | ----------------------- | ------------- | ------------ | ----- | ---- |
| Pietà       | Stein, 16. Jahrhundert | auf dem Friedhof (Lage) | PM88000007    | Classé       | 1963  |      |